# Basketbol'nyj klub Spartak Sankt-Peterburg
Lo Spartak San Pietroburgo è una società cestistica avente sede nella città di San Pietroburgo, in Russia. Disputa le partite interne nella Sibur Arena, che ha una capacità di 7.044 spettatori.

## Storia
Fondata nel 1935 come Spartak Leningrado ha conquistato due campionati sovietici, altrettante Coppe dell'URSS, e, a livello internazionale, 2 altrettante Coppa delle Coppe.
Dopo la dissoluzione dell'Unione Sovietica, e il ritorno al nome di San Pietroburgo, la squadra cambiò di conseguenza il proprio nome, conquistando nel 2011 una Coppa di Russia. Il 31 luglio 2014 attraverso la comunità ufficiale del club nel social network Vkontakte, ha annunciato ufficialmente la cessazione della sua attività.
Nell'ottobre 2016, vista l'impossibilità di utilizzare lo storico nome di Spartak, il club venne rifondato con il nome di due storici giocatori: Vladimir Kondrašin e Aleksandr Belov.

## Palmarès
- Campionato sovietico: 2

1974-1975, 1992
- Coppa dell'URSS: 2

1978, 1987
- Coppa di Russia: 1

2010-2011
- Coppa delle Coppe: 2

1972-1973, 1974-1975